# Pilchard de Californie
Sardinops sagax
Espèce
Le pilchard de Californie (Sardinops sagax) est une espèce de poissons de la famille des Alosidae. Elle vit dans le bassin Indo-Pacifique.